# Castillo de Valcorneja

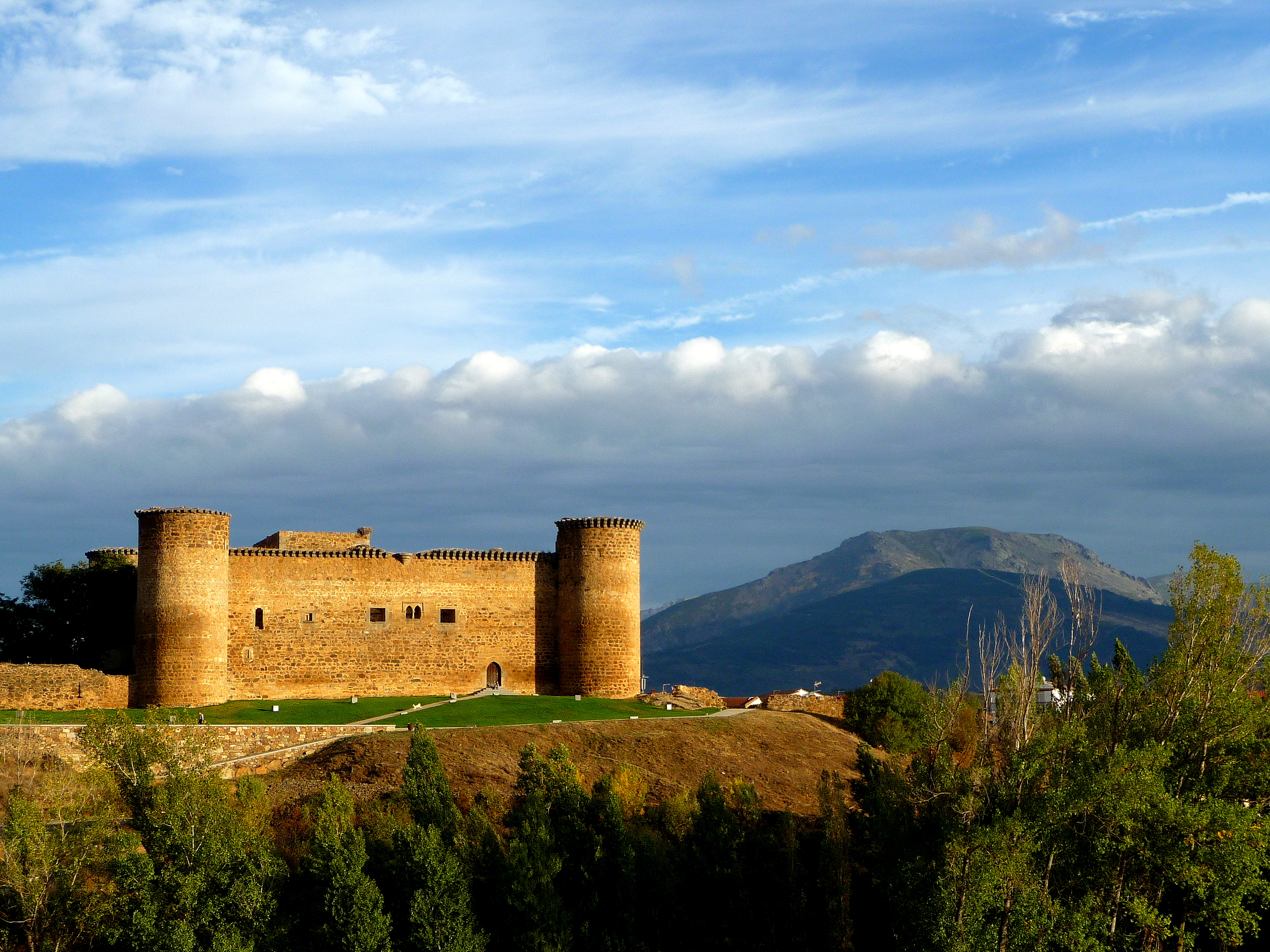
Burg von El Barco de Ávila

Das Castillo de Valcorneja ist eine Burg in El Barco de Ávila, einer Gemeinde in der spanischen Provinz Ávila der Autonomen Region Kastilien und León, die im 15. Jahrhundert errichtet wurde. Die auf einem Hügel stehende Burg ist ein geschütztes Baudenkmal (Bien de Interés Cultural).

## Beschreibung
Die Burg, am Oberlauf des Tormes gelegen, war eine Festung zur Überwachung der Gebirgspässe. Ein Teil der äußeren Mauereinfriedung ist erhalten geblieben. Darin befindet sich die eigentliche Burg auf quadratischem Grundriss mit vier Ecktürmen. Der Zugang erfolgt über ein rundbogiges Tor. Der rechteckige Hauptturm, der die Anlage überragt, ist durch einen Mauergang mit den anderen Türmen verbunden.